# Ла-Рош-Канийак (кантон)
Ла-Рош-Канийа́к (фр. La Roche-Canillac) — кантон во Франции, находится в регионе Новая Аквитания, департамент Коррез. Входит в состав округа Тюль.
Код INSEE кантона — 1920. Всего в кантон Ла-Рош-Канийак входят 11 коммун, из них главной коммуной является Ла-Рош-Канийак.

## Коммуны кантона
| Коммуна              | Население, чел. (2007) | Почтовый индекс | Код INSEE |
| -------------------- | ---------------------- | --------------- | --------- |
| Гро-Шастан           | 172                    | 19320           | 19089     |
| Гюмон                | 114                    | 19320           | 19090     |
| Клергу               | 370                    | 19320           | 19056     |
| Ла-Рош-Канийак       | 182                    | 19320           | 19174     |
| Марсийак-ла-Круазий  | 829                    | 19320           | 19125     |
| Сен-Базиль-де-ла-Рош | 163                    | 19320           | 19183     |
| Сен-Мартен-ла-Меан   | 361                    | 19320           | 19222     |
| Сен-Парду-ла-Круазий | 169                    | 19320           | 19231     |
| Сен-Поль             | 231                    | 19150           | 19235     |
| Шампаньяк-ла-Прюн    | 166                    | 19320           | 19040     |
| Эспаньяк             | 339                    | 19150           | 19075     |

## Население
Население кантона на 2007 год составляло 3 096 человек.
| 1962  | 1968  | 1975  | 1982  | 1990  | 1999  | 2006  | 2007  |
| ----- | ----- | ----- | ----- | ----- | ----- | ----- | ----- |
| 3 385 | 3 861 | 3 397 | 3 143 | 3 048 | 3 022 | 3 088 | 3 096 |